# Luis Alberto Romero
Artikeln följer den spanska namnseden; faderns efternamn är Romero och moderns efternamn Alconchel.
Luis Alberto Romero Alconchel, född 28 september 1992, känd som Luis Alberto, är en spansk professionell fotbollsspelare (anfallare) som spelar för Lazio.

## Klubbkarriär
Luis Alberto föddes i San José del Valle i provinsen Cádiz och han tillbringade sina första två säsonger som senior Sevillas B-lag, där han gjorde 15 mål under andra säsongen. Den 16 april 2011 gjorde han sin a-lag- samt La Liga-debut då han byttes in i andra halvlek mot Getafe CF.
I augusti 2012 lånades Luis Alberto ut till FC Barcelona B i ett ettårigt avtal där Barcelona hade möjligheten att göra övergången permanent i slutet av säsongen. Han gjorde sin officiella debut den 2 september då han spelade två minuter i en 2-0-vinst hemma mot CE Sabadell.

### Liverpool
Den 20 juni 2013 fick Sevilla ett erbjudande på 6,8 miljoner pund för Alberto från Premier League-klubben Liverpool FC, vilket även accepterades av Sevilla. Övergången slutfördes framgångsrikt den 22 juni 2013.

### Malaga
Den 26 juni 2014 lånades Alberto ut till Málaga över säsongen 2014/2015.